# Mackwiller
Mackwiller település Franciaországban, Bas-Rhin megyében. Lakosainak száma 525 fő (2022. január 1.). Mackwiller Adamswiller, Diemeringen, Domfessel, Lorentzen, Rexingen, Rimsdorf, Thal-Drulingen és Waldhambach községekkel határos.

## Népesség
A település népességének változása:
| Lakosok száma | 585  | 573  | 598  | 575  | 561  | 547  | 543  | 539  | 525  |
|               | 2013 | 2015 | 2016 | 2017 | 2018 | 2019 | 2020 | 2021 | 2022 |